# Phosphofructokinase-1
La phosphofructokinase-1 (PFK-1) est une phosphotransférase qui catalyse la réaction :
|                          | + ATP → ADP + |                               |
| β-D-Fructose-6-phosphate |               | β-D-Fructose-1,6-bisphosphate |

Cette enzyme intervient à la 3e étape de la glycolyse pour catalyser la conversion du β-D-fructose-6-phosphate en β-D-fructose-1,6-bisphosphate par phosphorylation à partir d'une molécule d'ATP, hydrolysée en ADP + Pi. Cette consommation d'énergie rend cette étape irréversible, et constitue un point de régulation majeur de la vitesse de la glycolyse. Un cation de Mg2+ intervient comme cofacteur dans cette réaction.
Il existe, essentiellement chez des organismes autres que les animaux, des enzymes différentes capables de phosphoryler le fructose-6-phosphate à partir de pyrophosphate inorganique au lieu d'ATP. C'est le cas de la diphosphate fructose-6-phosphate 1-phosphotransférase (PFP), qu'on trouve chez de nombreuses plantes, certaines bactéries, des archées et des protistes. De rares archées possèdent une variante de la phosphofructokinase utilisant, cette fois, de l'ADP et non de l'ATP.

## Régulation
La phosphofructokinase-1 est un important point de régulation de la vitesse de la glycolyse chez les mammifères. Cette étape est sujette à une importante régulation non seulement parce qu'elle est fortement exergonique dans les conditions physiologiques, mais surtout parce que la phosphorylation du fructose 6-phosphate en fructose 1,6-bisphosphate dans laquelle intervient principalement la phosphofructokinase-1 est la première réaction irréversible spécifique à la glycolyse. Ceci permet de contrôler à ce niveau la quantité d'oses — glucose, galactose, fructose — dégradés de cette façon. Avant l'action de la PFK-1, le glucose-6-phosphate conserve la possibilité d'être métabolisé par la voie des pentoses phosphates ou d'être converti en glucose-1-phosphate par la phosphoglucomutase pour entrer dans le processus de glycogénogenèse.
La régulation fine de la PFK-1 permet précisément d'éviter que la glycogénogenèse et la glycolyse soient activées en même temps. Il existe cependant des interconversions entre le fructose-6-phosphate et le fructose-1,6-bisphosphate. La fructose-1,6-bisphosphatase (FBPase) catalyse l'hydrolyse du fructose-1,6-bisphosphate en fructose-6-phosphate, c'est-à-dire pratiquement la réaction inverse de celle catalysée par la PFK-1. La FBPase reste faiblement active pendant la glycolyse tandis que la PFK-1 reste faiblement active pendant la glycogénogenèse, ce qui donne lieu à des interconversions cycliques de faible intensité entre le fructose-6-phosphate et le fructose-1,6-bisphosphate. Ce cycle permet d'amplifier les signaux métaboliques et de produire de la chaleur par hydrolyse nette d'une molécule d'ATP à chaque tour du cycle.

### Inhibition
La PFK-1 est inhibée allostériquement par des taux élevés d'ATP, mais l'AMP lève l'action inhibitrice de l'ATP. De cette façon, l'activité de l'enzyme croît avec le ratio [AMP]/[ATP], ce qui permet de stimuler la glycolyse lorsque la charge énergétique de la cellule diminue. La PFK-A possède en fait deux sites de liaison à l'ATP, qui peut agir aussi bien comme substrat que comme inhibiteur allostérique.
Un pH faible augmente l'effet inhibiteur de l'ATP. Le pH décroît lorsque le muscle fonctionne de manière anaérobie en produisant du lactate — bien que le lactate ne soit pas directement la cause de cette acidification. Cette inhibition supplémentaire a pour effet de protéger le muscle des conséquences d'une acidification excessive.
Le glucagon possède un effet inhibiteur indirect en activant la protéine kinase A, laquelle inhibe l'activité kinase d'une autre enzyme, la phosphofructokinase-2 (PFK-2) ; or la PFK-2 convertit le fructose-6-phosphate en fructose-2,6-bisphosphate, qui est un activateur puissant de la PFK-1 : le glucagon a ainsi pour effet de supprimer l'effet activateur indirect du fructose-6-phosphate par l'intermédiaire du fructose-2,6-bisphosphate.
Enfin, la PFK-1 est inhibée par le phosphoénolpyruvate et le citrate. Le premier est un produit de la glycolyse tandis que le second est un indicateur d'activité du cycle de Krebs.

### Activation
L'AMP est un activateur allostérique de la phosphofructokinase-1, mais l'activateur le plus puissant reste le fructose-2,6-bisphosphate, qui dérive également du fructose-6-phosphate sous l'action de la phosphofructokinase-2, de sorte que le taux de fructose-2,6-bisphosphate croît avec celui de fructose-6-phosphate. La liaison du fructose-2,6-bisphosphate à l'enzyme accroît l'affinité de cette dernière pour le fructose-6-phosphate et réduit l'effet inhibiteur de l'ATP, ce qui accélère la glycolyse lorsque le glucose est abondant.
La sérotonine active la PFK-1 dans la mesure où elle se lie à un récepteur sérotoninergique qui a pour effet de phosphoryler un résidu de tyrosine de l'enzyme ; cette phosphorylation redistribue l'enzyme dans les cellules de muscle squelettique, ce qui fait que la sérotonine a également une action sur la glycolyse.